# Чао Юаньфан
Чао Юаньфан (巢元方; 550—630) — китайский врач, придворный медик времён династии Суй.

## Биография
Родился в 550 году. О семье и месте рождения нет никаких сведений. Получил признание и жил в провинции Хэнань. В 609 году был приглашен к императору Ян-ди, которого вылечил от болезни. После этого принят в императорскую свиту. Умер в 630 году.

## Медицина
Руководил созданием первого в китайской медицине трактата по общей патологии, клинике и этиологии «Чжубин юань хоулунь» («Суждение о причинах и симптомах всех болезней»), или «Чао-ши чжубин юань хоулунь» («Суждения господина Чао о причинах и симптомах всех болезней»), сокращенно «Чао-ши бинюань» («Господин Чао о причинах болезней»), где обобщил опыт предшественников. Этот труд был представлен императору в 610 году.
Трактат состоит из 50 цзюаней и 67 разделов с описанием 1739 внутренних и внешних заболеваний, описывает их причины и признаки, диагнозы и прогнозы. Касается гинекологии, акушерства, педиатрии, диетики и лечебной гимнастики даоинь, демонстрирует мастерство хирургов, которые умели вырывать зубы, делать аборты и анастомоз желудка, но не содержит лекарственных рецептов.
«Чжубин юань хоулунь» оказал значительное влияние на развитие медицины. На него, в частности, ссылались в эпоху Тан Сунь Сымяо и Ван Тао, в эпоху Сун Ван Хуай-инь и Лю Фан, в эпоху Мин принц Чжу Су и в эпоху Цин авторы «Ицзун цзиньцзянь» («Золотое зеркало основ медицины»). Он был хорошо известен в Японии.